# Zingaro (théâtre)
Pour les articles homonymes, voir Zingaro.
Le théâtre équestre et musical Zingaro — usuellement appelé Zingaro —  est un théâtre équestre et musical fondé en 1984 par Bartabas. Il est installé au fort d'Aubervilliers (Seine-Saint-Denis) depuis 1989.

## Histoire

### Création et origine du nom
Créé en 1984 par le scénographe et écuyer Clément Marty, plus connu sous son nom de scène Bartabas, le théâtre commence sa tournée avec Cabaret équestre. C'est un théâtre nomade, à la manière d'un cirque.
En 1986, la troupe devient le théâtre équestre et musical Zingaro, adoptant le nom du plus célèbre cheval de la troupe, Zingaro (tsigane en italien).

### Installation au fort d'Aubervilliers
En 1989, avec le soutien du ministre de la Culture Jack Lang et du maire d’Aubervilliers Jack Ralite, Bartabas se fixe à Aubervilliers. La troupe s'installe au fort d'Aubervilliers sous le chapiteau en bois conçu par les architectes Patrick Bouchain et Jean Harari.
C’est à la fois un lieu de création et de représentation qui accueille le public mais aussi un lieu de vie pour les artistes de la troupe et les chevaux.
Le journaliste et écrivain Jérôme Garcin décrit l'architecture atypique de ce lieu :

« une manière de basilique en bois de pin qui emprunterait à l’architecture russe, aux vieilles granges à foin savoyardes, aux relais de poste d’Europe centrale, aux halles à bestiaux du pays de Caux, au théâtre en bois de Madeleine Renaud et Jean-Louis Barrault monté à la hâte dans la gare d’Orsay et aux manèges du XIXe siècle »

— Jérôme Garcin, Bartabas, un roman

### Zingaro aujourd'hui
Zingaro devient rapidement une des compagnies les plus importantes d'Europe. Elle parcourt le monde de New York à Tokyo. Initialement nomade, la compagnie s'est progressivement sédentarisée en ne se produisant plus qu'au fort d'Aubervilliers.
Aujourd'hui connu dans le monde entier, le théâtre Zingaro accueille plus de 60 000 spectateurs par an pour les spectacles conçus par Bartabas.
En 2024, le théâtre Zingaro célèbre ses quarante ans.

## Démarche artistique
Bartabas invente une nouvelle forme de spectacle équestre en y apportant une dimension onirique et esthétique qui évoque les cultures de l'errance. La troupe est composée d'artistes de différentes disciplines et propose un spectacle mêlant le théâtre, l'art équestre, la danse et la musique.
Le spectacle, qui commence dès l'arrivée du public, prend la forme d'un rituel païen au cours duquel les spectateurs accèdent au théâtre en passant au-dessus des écuries.

## Spectacles
- Cabaret équestre I-II-II (1984-1990), cette série de spectacles ouvre l'ère du théâtre équestre dans une ambiance de cabaret et de musique d'inspiration tsigane.
- Opéra équestre (1991-1993), sur une musique conçue par Jean-Pierre Drouet, nous assistons à un face à face entre chanteurs caucasiens et chanteuses berbères.
- Chimère  (1994-1996), inspiré de l'Inde, ce spectacle voit la participation musicale de Jean-Pierre Drouet et de musiciens chanteurs du Rajasthan.
- Éclipse  (1997-1999), inspiré de la Corée, la musique est assurée par un orchestre de musique shinawi et une chanteuse de pansori : Sung-Sook Chung, à noter également la participation de Quincella Swyningan (danseur de Pina Bausch). Ce spectacle est monochromique et joue sur la dualité à plusieurs niveaux (homme/femme, noir/blanc, etc.)
- Triptyk (2000-2002), spectacle conçu en trois parties avec des danseurs de kalarippayatt. Chaque partie repose sur une musique : Le Sacre du printemps (première partie) et la Symphonie de psaumes (troisième partie) d'Igor Stravinsky et le Dialogue de l'ombre double (deuxième partie) de Pierre Boulez qui accompagne les sculptures de Jean-Louis Sauvat.
- Loungta (2003-2005), inspiré du Tibet, des moines du monastère de Gyuto assurent la musique.
- Battuta (2006-2009), spectacle d'inspiration tsigane où la musique est l’œuvre de la Fanfare Şukar (musiciens tsiganes de Roumanie).
- Darshan (2009-2010), sur une musique conçue par Jean Schwarz, la scénographie est celle d'un théâtre d'ombres circulaire. Les spectateurs sont assis au centre de la piste sur une tribune circulaire qui tourne sur elle-même au ralenti.
- Calacas (2011-2014), inspiré de la fête des morts mexicaine.
- Elégies : on achève bien les anges (2015-2016)
- Ex Anima, ultime création du Théâtre équestre Zingaro, à partir du 17 octobre 2017 au fort d'Aubervilliers[5]
- Cabaret de l'Exil, cette série de spectacles est présentée à partir du 19 octobre 2021 au fort d'Aubervilliers
  - « Yiddish Land » (2021)[6]
  - « Irish Travellers » (2022)[7],[8]
  - « Femmes Persanes » (2023-2024)[9]